# Lijst van shorttrackrecords 500 meter mannen
Dit is een overzicht van de schaatsrecords op de 500 meter mannen bij het shorttrack.

## Ontwikkelingwereldrecord500 meter shorttrack
| Nr | Naam                  | Land             | Tijd   | Plaats         | Datum      |
| -- | --------------------- | ---------------- | ------ | -------------- | ---------- |
| 1  | Michael Richmond      | Australië        | 46,39  | Den Haag       | 29-03-1981 |
| 2  | Gaétan Boucher        | Canada           | 45,47  | Moncton        | 04-04-1982 |
| 3  | Louis Grenier         | Canada           | 45,37  | Tokio          | 09-04-1983 |
| 4  | Louis Grenier         | Canada           | 45,08  | Amsterdam      | 16-03-1985 |
| 5  | Orazio Fagone         | Italië           | 44,46  | Boedapest      | 16-01-1988 |
| 6  | Mark Lackie           | Canada           | 43,43  | Denver         | 03-04-1992 |
| 7  | Mirko Vuillermin      | Italië           | 43,08  | Peking         | 27-03-1993 |
| 8  | Maurizio Carnino      | Italië           | 42,85  | Bormio         | 09-12-1995 |
| 9  | Mirko Vuillermin      | Italië           | 42,68  | Lake Placid    | 29-03-1996 |
| 10 | Kai Feng              | China            | 42,458 | Wenen          | 21-03-1998 |
| 11 | Nicola Franceschina   | Italië           | 41,938 | Bormio         | 29-03-1998 |
| 12 | Jeffrey Scholten      | Canada           | 41,742 | Calgary        | 04-03-2000 |
| 13 | Jeffrey Scholten      | Canada           | 41,514 | Calgary        | 13-10-2001 |
| 14 | Jeffrey Scholten      | Canada           | 41,289 | Calgary        | 08-03-2003 |
| 15 | Jean-François Monette | Canada           | 41,184 | Calgary        | 18-10-2003 |
| 16 | François Hamelin      | Canada           | 41,066 | Calgary        | 13-10-2007 |
| 17 | Sung Si-bak           | Zuid-Korea       | 41,051 | Salt Lake City | 10-02-2008 |
| 18 | Sung Si-bak           | Zuid-Korea       | 40,651 | Marquette      | 14-11-2009 |
| 19 | Vladimir Grigorev     | Rusland          | 40,344 | Calgary        | 19-10-2012 |
| 20 | John Robert Celski    | Verenigde Staten | 39,937 | Calgary        | 21-10-2012 |
| 21 | Wu Dajing             | China            | 39,800 | Pyeongchang    | 22-02-2018 |
| 22 | Wu Dajing             | China            | 39,584 | Pyeongchang    | 22-02-2018 |
| 23 | Wu Dajing             | China            | 39,505 | Salt Lake City | 11-11-2018 |